# Docteur Françoise Gailland
Pour plus de détails, voir Fiche technique et Distribution.
Docteur Françoise Gailland est un film français réalisé par Jean-Louis Bertuccelli, sorti en 1976.

## Synopsis
Françoise Gailland est une femme médecin réputée et débordée par son travail. Elle s'éprend de Daniel Letessier, un professeur de sciences naturelles. Depuis plusieurs années, elle et son mari sont convenus d'avoir chacun leur liberté de vie : ils sont séparés de fait, mais ont toujours une vie commune. Leurs enfants, Julien et Elizabeth, souffrent de cette situation dont ils ne sont pas dupes, sans que leurs parents n'en aient vraiment conscience, trop absorbés par leurs carrières respectives. Un jour, Françoise apprend qu'elle a un cancer du poumon. Elle remet toute sa vie en cause, jusqu’à délaisser son amant.

## Fiche technique
- Titre : Docteur Françoise Gailland
- Réalisation : Jean-Louis Bertuccelli
- Scénario : Jean-Louis Bertuccelli et André-Georges Brunelin d'après le roman de Noëlle Loriot, Un cri
- Assistant réalisateur : Franck Apprederis
- Production : Lise Fayolle, Yves Gasser et Yves Peyrot
- Musique : Catherine Lara
- Photographie : Claude Renoir
- Montage : Catherine Bernard et François Ceppi
- Décors : Yves Demarseille et Gérard Dubois
- Pays d'origine :  France
- Format : couleur
- Genre : drame
- Date de sortie : 14 janvier 1976

## Distribution
- Annie Girardot : Françoise Gailland
- Jean-Pierre Cassel : Daniel Letessier
- François Périer : Gérard Gailland
- Isabelle Huppert : Élisabeth Gailland
- William Coryn : Julien Gailland
- Suzanne Flon : Geneviève Liénard
- Anouk Ferjac : Fabienne
- Margo Lion : la mère de Françoise
- Jenny Clève : Denise Fourcade, une infirmière
- Josephine Chaplin : Hélène Varèse
- Andrée Damant
- Bernard-Pierre Donnadieu
- Jacqueline Doyen
- Pascal Greggory : Jacques Étiévant
- Jacques Richard : Lucien Lesoux dit Lulu, chirurgien et ami de Françoise
- Michel Subor : Chabret
- Marc Chapiteau
- André Falcon : le directeur de l'hôpital
- Bruno Balp
- Nicole Chomo
- Rudi Coupez
- Yvonne Dany
- Michel Bertay
- Alain David
- Claude Marcault
- Olivier Mathot
- Stephan Meldegg
- Alice Reichen
- Maurice Vallier
- Josée Yanne
- Guy Mairesse
- Norbert Becam
- Fanny Gaillard
- Claude Pascadel
- Pierre Raffo
- Alain Boyer

## Production
Le projet est principalement un film de commande de Jean-Louis Bertuccelli pour financer son prochain film, L'Imprécateur. C'est Annie Girardot qui le proposa à l'adaptation d'Un cri.
Plusieurs scènes sont tournées dans le 16e arrondissement de Paris, notamment à l'avenue Georges-Mandel ainsi qu'à la sortie du lycée voisin, le lycée Janson-de-Sailly. Les scènes à l'hôpital ont été tournées à l' établissement Ambroise Paré de Boulogne-Billancourt. D'autres scènes furent tournées à Honfleur en Normandie.

## Distinctions
- Cérémonie des César 1977 : 
  - César de la meilleure actrice pour Annie Girardot
  - nomination au César de la meilleure photographie pour Claude Renoir